# 安哈特的艾瑞伯特

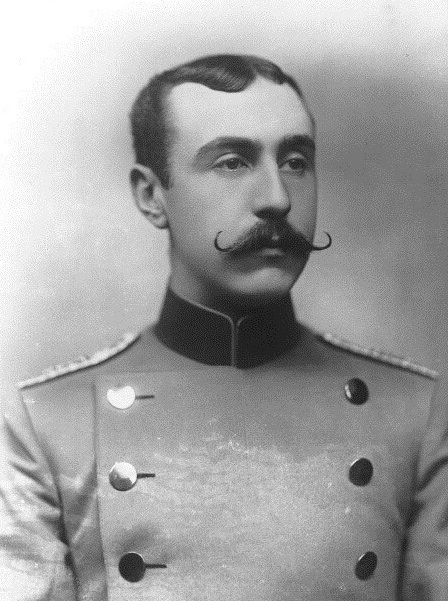
安哈特的艾瑞伯特

安哈特的艾瑞伯特（德語：Aribert von Anhalt，1866年6月18日—1933年12月24日），安哈特公國攝政，腓特烈一世的幼子。
1891年，艾瑞伯特與瑪麗·路易絲結婚。瑪麗·路易絲的父親是什勒斯維希-霍爾斯坦的克里斯蒂安，母親是英國的海倫娜公主。兩人沒有子女。